# Camí de l'Alzina Rodona
El Camí de l'Alzina Rodona és un camí de muntanya del poble de Riells del Fai, en el terme municipal de Bigues i Riells, al Vallès Oriental.
Està situat a Vallderrós, a la dreta del torrent de Llòbrega i als peus del Turó de l'Ullar i del Paller del Boll. Arrenca del Camí de Vallderrós, a prop de l'extrem oriental de la Vall Blanca, des d'on surt cap al nord-est per enfilar-se pel vessant meridional del Tusó de l'Ullar, fins al lloc on hi hagué l'Alzina Rodona.

## Etimologia
Es tracta d'un topònim romànic modern, de caràcter descriptiu. Era el camí que duia a l'Alzina Rodona, un gran arbre monumental que es dreçava en aquest lloc abans del gran incendi del 1994.